# FUSE OF LOVE
《FUSE OF LOVE》(퓨즈 오브 러브)는 쿠라키 마이의 5번째 정규 음반이다.

## 개요
쿠라키 본인은 ‘FUSE OF LOVE’의 뜻을 ‘사랑의 도화선’(일본어: 愛の導火線)이라고 말하고 있다. 지금까지 많은 사람으로부터 사랑을 받으면서 나아가온 음악 활동을 돌아보면 동시에, 이번에는 자신으로부터 음악을 통해서 전하고 싶다는 생각에서, 이 제목이 붙었다는 것이다(원래는 ‘FUSE’라는 제목이 될 예정이였지만, 후에 정식 변경되었다).
이 제목은 음반 발매 후 바로 시작한 라이브 투어의 제목에도 사용되고 있다.
지금까지는 R&B를 기축으로 한, 아메리칸 팝스의 요소가 강한 음악성의 음반을 발표해온 쿠라키였지만, 이번 싱글에는 셀프 프로듀스를 담당. 결과, J-POP색이 짙게 나오는 음반이 되었다.
오리콘 첫 등장 3위를 기록. 여기서 데뷔부터 이어져있던, 음반 연속 수위기록을 놓치게 되었다.
처음으로 본격적으로 다운로드 판매된 작품이다. 아이튠즈 스토어에서는 특집 페이지도 설치되어있었다.

## 수록곡
- 전체 작사: 쿠라키 마이

1. Honey, feeling for me [4:06]
  - 작곡: 오노 아이카, 편곡: 카마다 신고

원거리 연애중의 두 사람이 오랜만에 만난 심경을 부른 곡.
2. P.S♡MY SUNSHINE [3:48]
  - 작곡 · 편곡: 오카모토 히토시(가넷 크로우)

21번째 싱글. 후지 TV 《메자마시 토요일》 테마송(2005년 4월 ~ 2005년 6월)
3. You look at me~one [3:58]
  - 작곡 · 편곡: 오가 요시노부(OOM)

20번째 싱글 〈댄싱〉의 커플링 곡이다. 《스포츠 우루구스》 4월 ~ 6월 테마송.
4. 가로지르는 번개(駆け抜ける稲妻) [4:59]
  - 작곡 · 편곡: 오가 요시노부

곡중, 실제로 이나바(稲妻)와 같은 SE가 들어있다.
5. Don't leave me alone [4:53]
  - 작곡 · 편곡: 오가 요시노부

음반 제목의 뜻인 ‘사랑의 도화선’을 연관지은 말이 등장하는 작품.
6. Love,needing [3:17]
  - 작곡: 오가 요시노부, 편곡: 아사이 히로시(the★tambourines)

19번째 싱글. 첫 셀프 프로듀스 작품.
7. 댄싱(ダンシング) [3:47]
  - 작곡 · 편곡: 토쿠나가 아키히토

20번째 싱글. J리그 도쿠시마 보르티스 공식 테마곡. ‘여러 멜로디 호출중의 소리’(いろメロ呼び出し中の音) CM송.
8. Tell me what [3:49]
  - 작곡: 오노 아이카, 편곡: 오카모토 히토시
9. LOVE SICK [4:06]
  - 작곡: 오노 아이카, 편곡: 오가 요시노부
10. 내일로 이어지는 다리(明日へ架ける橋) [3:59]
  - 작곡: 토쿠나가 아키히토, 편곡: 이케다 다이스케, 토쿠나가 아키히토

18번째 싱글. NHK 심야 연속극 《드림: 90일에 1억엔》 · 《좀더 사랑에 빠져봐》・《소방대원 코마치》 주제가.
11. I sing a song for you [3:51]
  - 작곡 · 피아노 어레인지: 오노 아이카

피아노와 보컬만으로 구성되는 발라드. 음반에만 있는 수록곡 중에서 유일하게 PV 풀버전이 존재하는 곡이다.
12. chance for you [3:31]
  - 작곡: 오노 아이카, 편곡: 아사이 히로시

라이브에서는 앙코르에 거의 반드시 피로되는 작품으로 관객과의 제창이 단골이 되고 있는 악곡이다. 발매로부터 5년의 시간을 넘어서 2010년 6월 19일에 공개된 영화 《소프트 보이즈》의 주제가로 사용되는 것이 결정되었다. 이것은 재녹음된 시네마 버전이며, 디지털 음악으로 배포되고 있다.